# Kirche der Mutter Gottes vom Tor der Morgenröte (Drogosze)
Die Kirche der Mutter Gottes vom Tor der Morgenröte in Drogosze (deutsch Dönhofstädt) ist ein Bauwerk aus dem 14. Jahrhundert. Bis 1945 war sie evangelisches Gotteshaus für den Sprengel Groß Wolfsdorf (polnisch Wilkowo Wielkie) der vereinigten Kirchengemeinden Groß Wolfsdorf-Dönhofstädt in Ostpreußen. Heute ist sie Römisch-katholische Pfarrkirche von Drogosze in der Woiwodschaft Ermland-Masuren in Polen.

## Geographie
Das frühere Groß Wolfsdorf ist nach 1945 im Nachbarort Drogosze (Dönhofstädt) aufgegangen. Das kleine Dorf liegt am Flüsschen Guber im Norden der Woiwodschaft Ermland-Masuren, 17 Kilometer nordwestlich der Kreisstadt Kętrzyn (Rastenburg). Drogosze ist nicht mehr Bahnstation. Durch den Ort verläuft die Woiwodschaftsstraße 590, auf deren westlicher Seite sich die Kirche befindet, nur wenige hundert Meter vom früheren Schloss und Gut Dönhofstädt entfernt.

## Baugeschichte

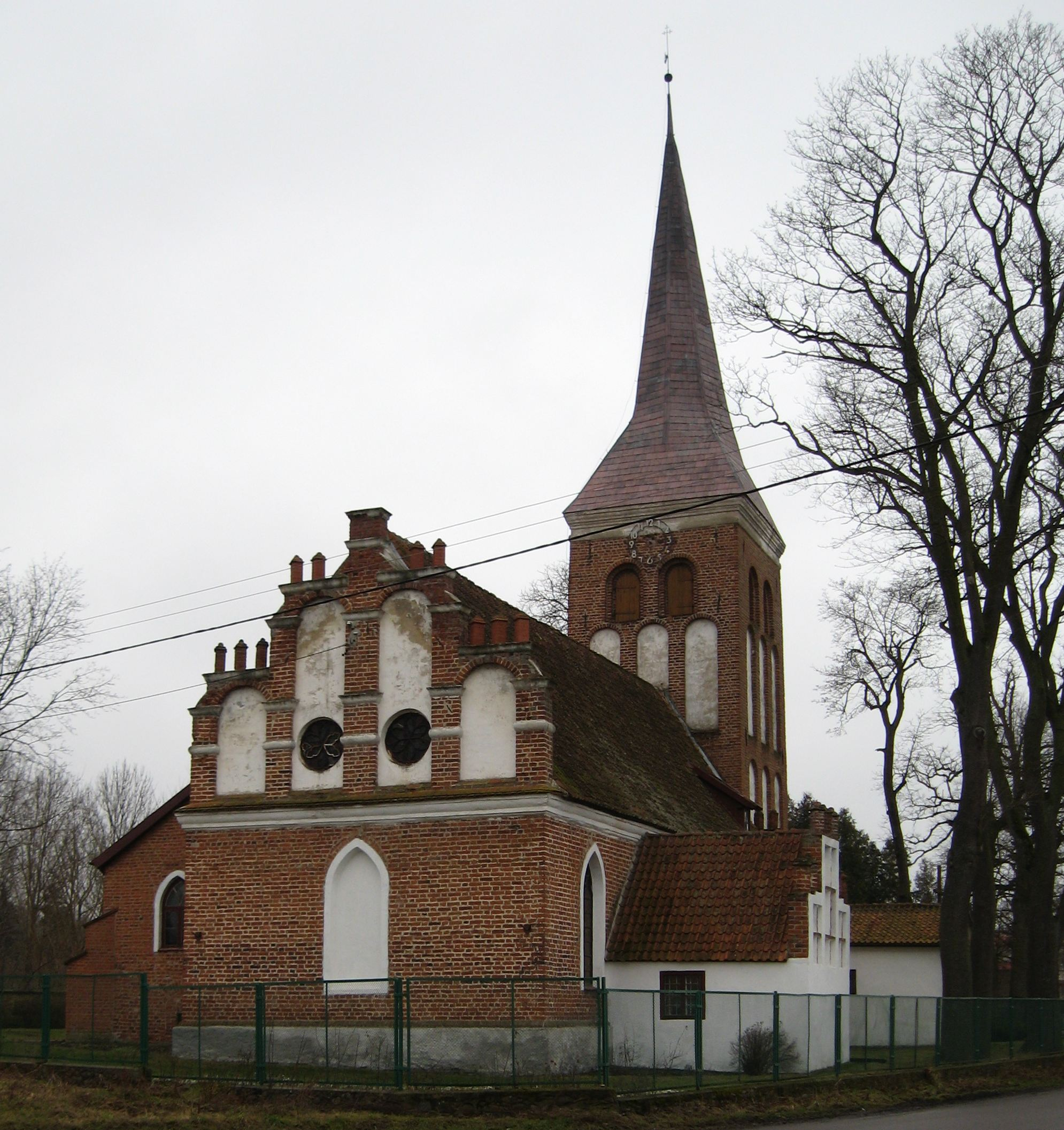
Der Ostgiebel der Kirche in Drogosze

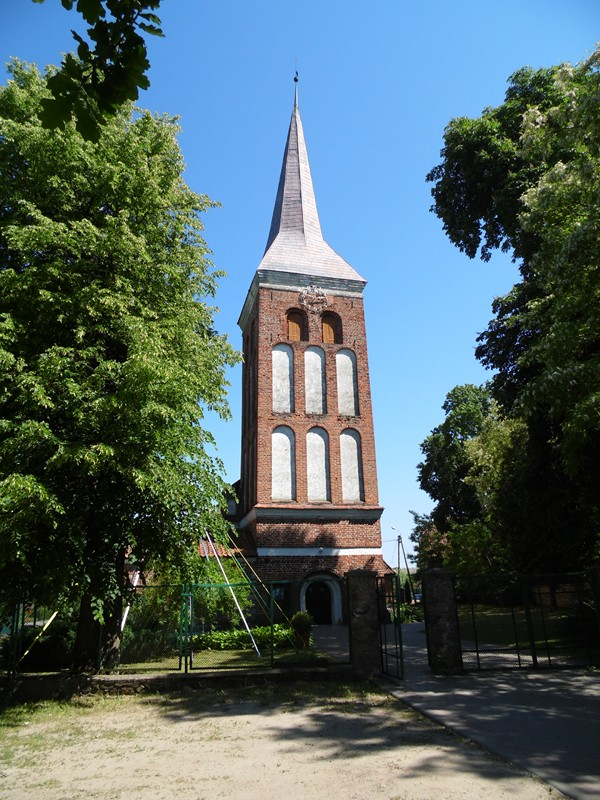
Blick auf den Kirchturm

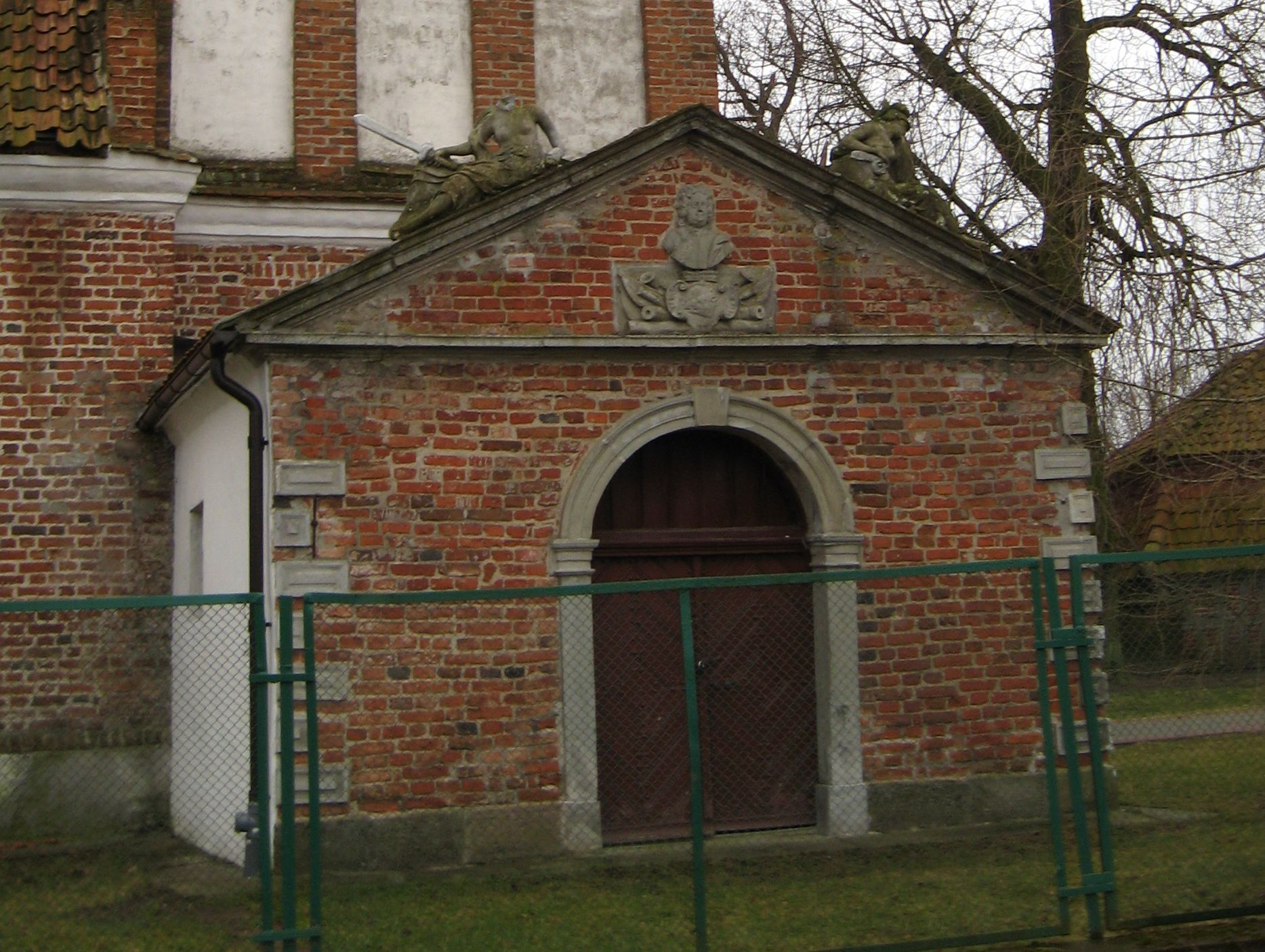
Die Grabkapelle dere Dönhoffs

Bei der Kirche im damaligen Groß Wolfsdorf handelt es sich um ein Gebäude aus dem 14. Jahrhundert, dessen genaues Baujahr nach Ansicht einiger Historiker das Jahr 1363 gewesen sein soll. In der Handfeste nach kulmischem Recht von 1361 erhielt der Pfarrer für sein Widdem vier Freihufen. Der 15. Teil des Zinses, den die Bauern an den Dorfherrn zu entrichten habttn, ein Skot, stiftete er der Kirche für die Ausstattung. Im 15. Jahrhundert fügte man die Sakristei im Norden an.
Im Jahre 1593 wurde unter dem Kirchenpatron Ludwig von Rautter eine gründliche Renovierung der Kirche vorgenommen, bei der der Turm einen Schindelhelm erhielt. 1742 wurde an der Nordseite eine Grabkapelle angebaut. 1788 erfolgte ein Vorhallenanbau auf der Südseite der Kirche.
Nach 1945 wurde die bisher evangelische Groß Wolfsdorfer Kirche ein katholisches Gotteshaus – nun für den mit Groß Wolfsdorf zusammengewachsenen Ort Drogosze. Für die Umwidmung waren aufwändige Bauarbeiten notwendig, die 1965 vorgenommen wurden, bei denen wohl auch zahlreiche Ausstattungsgegenstände aus dem 18. und 19. Jahrhundert beseitigt wurden. Bereits am 1. April 1962 wurde in Drogosze eine Pfarrei errichtet, deren Namen die jetzige Pfarrkirche übernahm. Er erinnert an die Mutter Gottes vom Tor der Morgenröte in Vilnius.

## Architektur
Die Kirche ist ein gewölbeloser Saalbau mit Westturm, dessen Erdgeschoss massiv errichtet wurde. Die Sakristei an der Nordostseite wurde nachträglich an das Schiff angefügt. Am Sockel der Kirche und an der Nordmauer der Sakristei wurde Feldstein eingesetzt.
Der Sakristei-Giebel ist ein dreiachsiger Staffelgiebel, der eine seltene Form mit Kreuzstockblenden zeigt. Die seitlichen Stufen sind mit je zwei, die mittlere Stufe mit drei Fialen bekrönt. Der frei stehende Westturm steht im Verband mit dem Langhaus. Nur das schmucklose Turmerdgeschoss ist mittelalterlich. Der Turm hat ein gestuftes Spitzbogenportal, seine Fassaden haben ein eingetieftes Putzband als Horizontalabschluss. In Groß Wolfsdorf findet sich ein anschauliches Beispiel für die Beibehaltung einer aus der Gotik entlehnten Konzeption, die in den Details aber Renaissance-Einflüsse zeigt.

## Kircheninneres
Der Kircheninnenraum hat ein hölzernes Tonnengewölbe und tiefe Emporen. Altar und Kanzel aus der Mitte des 19. Jahrhunderts bilden ein Ganzes. Den Aufsatz eines früheren Altars mit Skulpturen des Mose und seines Bruders Aaron – so wie schon früher die Figuren von Engelknaben und des „Kreuzheilands“ – fertigte der Bildhauer Joseph Anton Kraus 1715/1716 an. Die einstige Kanzel war eine Stiftung des Patrons von Rautter. Sie wurde von fünf kannelierten Säulen getragen. Von den Bildhauerarbeiten sind jetzt nur noch spärliche Reste vorhanden, während das Altargerät aus dem 18. und 19. Jahrhundert wohl noch lange erhalten geblieben ist, ebenso wie ein Taufengel.
Im Mittelgang der Kirche liegt eine große rechteckige metallene Platte mit lateinischer Inschrift. Sie ist dem ehemaligen Gutsherrn Ludwig von Rautter gewidmet.
Die Orgel befindet sich auf der Westempore. Die frühere Orgel – das Baujahr und der Erbauer sind nicht bekannt – wies eine Besonderheit auf: an besonderen Feiertagen schaltete der Kantor bei der letzten Strophe eines jeden Chorals ein Miniaturglockenspiel ein, das in einer Adlerfigur verborgen war, die es beim Erklingen in Bewegung setzte.
Das Geläut der Kirche besteht aus zwei Glocken, die 1786 bzw. 1844 gegossen worden sind.
An der Nordseite der Kirche befindet sich eine Grabkapelle der Grafen von Dönhoff, denen lange Jahre das Kirchenpatronat oblag.

## Kirchen-/Pfarrgemeinde
Die Kirchengründung in Groß Wolfsdorf wird in das Jahr 1361 datiert. Mit der Einführung der Reformation in Ostpreußen wurde die Kirche lutherisch.

### Evangelisch

#### Kirchengeschichte
Von 1543 bis 1618 war die Groß Wolfsdorfer Kirche der Kirche Paaris (polnisch Parys) innerhalb der Inspektion Rastenburg zugeordnet. Bevor die Kirchgemeinde dann eigenständig und von eigenen Pfarrern betreut wurde, tat ab 1607 bereits ein Diakon hier hilfsweise seinen Dienst. Das Kirchenpatronat oblag den Gutsherren in dem zum Kirchspiel gehörenden Nachbarort Dönhofstädt – von 1681 bis 1863 die Familie von Dönhoff, danach den Grafen von Stolberg-Wernigerode.
Die Kirchengemeinde Groß Wolfsdorf trat 1817 der neugegründeten Altpreußischen Union in der Vereinigung lutherischer und reformierter Kirchen bei – im Gegensatz zu der 1725 gegründeten Nachbargemeinde Dönhofstädt, die der reformierten Tradition treu blieb und sich erst 1839 zum Beitritt entscheiden mochte. 1875 kam es zur Vereinigung der beiden Kirchengemeinden Groß Wiolfsdorf und Dönhofstädt. Sie wurden unter einem (lutherischen) Pfarramt zusammengefasst, wobei der Pfarrsitz Dönhofstädt war. Der zuständige Geistliche hielt regelmäßige Gottesdienste in der Kirche Groß Wolfsdorf, einmal monatlich auch in der Schlosskapelle in Dönhofstädt.
Die vereinten Kirchengemeinden Groß Wolfsdorf-Dönhofstädt waren bis 1945 in den Kirchenkreis Rastenburg in der Kirchenprovinz Ostpreußen der Kirche der Altpreußischen Union eingegliedert. Im Jahre 1926 zählte der Pfarrsprengel Groß Wolfsdorf 1375, der Pfarrsprengel Dönhofstädt 155 Gemeindeglieder.
Flucht und Vertreibung der einheimischen Bevölkerung bereiteten der evangelischen Kirchengemeinde in Groß Wolfsdorf und Dönhofstädt ein Ende. Die evangelische Kirche Groß Wolfsdorf wurde katholisches Gotteshaus der Pfarrei Drogosze.
Heute hier lebende evangelische Einwohner gehören zur Pfarrei Kętrzyn (Rastenburg) mit der Filialkirche in Barciany (Barten) in der Diözese Masuren der Evangelisch-Augsburgischen Kirche in Polen.

#### Kirchspielorte
Zum Pfarrsprengel Groß Wolfsdorf der vereinigten Kirchengemeinde Groß Wolfsdorf-Dönhofstädt gehörten bis 1945 die Dörfer, Orte und Wohnplätze:
| Deutscher Name   | Polnischer Name            |  | Deutscher Name | Polnischer Name |
| ---------------- | -------------------------- |  | -------------- | --------------- |
| Garbnick         | Garbnik                    |  | Krimlack       | Krymławki       |
| * Groß Wolfsdorf | Drogosze (Wilkowo Wielkie) |  | * Modgarben    | Modgarby        |
| * Kamplack       | Kąpławki                   |  | * Pomnick      | Pomnik          |
| Klein Bogslack   | Bogusławki Małe            |  | Romberg        | Rzymek          |
| Klein Wolfsdorf  | Wilkowo Małe               |  | Stallen        | Pokrzywno       |
| * Kolbiehnen     | Kolwiny                    |  | Wargitten      | Wargity         |

#### Pfarrer

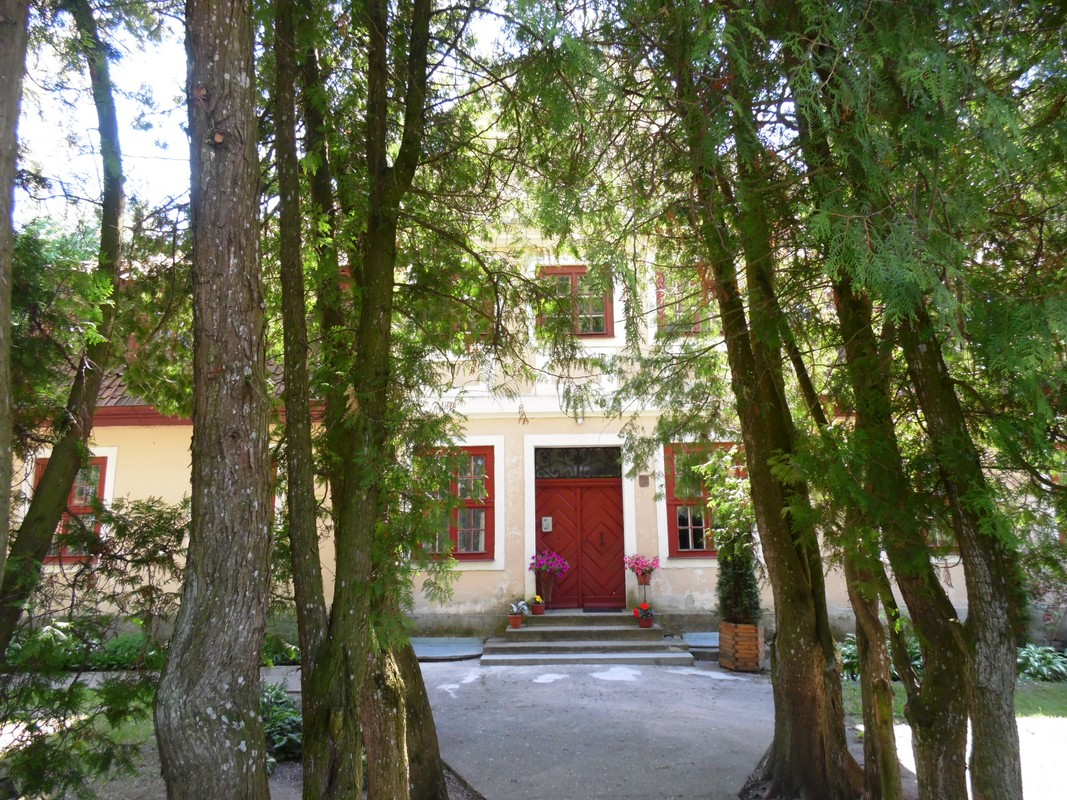
Das barocke Pfarrhaus

An der Kirche Groß Wolfsdorf amtierten zwischen 1618 und 1945 als evangelische Geistliche die Pfarrer:
- Johann Albertus, 1618–1622[9]
- Nicolaus Tragheim, 1622–1650
- Samuel Mylius, 1650–1675
- Johann Bock (Booken), 1676–1694
- Johann Brieskorn, 1694–1712
- Balthasar Boy, 1712–1741
- Gottfried Voglerus, 1742–1794
- Karl Friedrich Voglerus, 1790–1811
- Theodor Leopold Henne, 1811–1844
- Ludwig Heinrich Hitzigrath, ab 1845
- August Joseph Martin Schorn, 1858–1861
- Friedrich Otto Hüber, 1861–1900
- Fedor Hugo Gerlach, 1900–1928
- Martin Braun, 1929–1935
- Hans Rüter, 1934–1945

Ab 1875 waren die Pfarrer von Groß Wolfsdorf auch für die Nachbarkirchengemeinde Dönhofstädt (polnisch Drogosze) zuständig.

#### Kirchenbücher
Von den Kirchenbuchunterlagen des Sprengels Groß Wolfsdorf der vereinigten Kirchengemeinden Groß Wolfsdorf-Dönhofstädt haben sich erhalten und werden bei der Deutschen Zentralstelle für Genealogie in Leipzig aufbewahrt:
- Taufen: 1676 bis 1874
- Trauungen: 1676 bis 1874
- Begräbnisse: 1676 bis 1874.

### Katholisch
Vor 1945 lebten relativ wenig Katholiken in der Region Groß Wolfsdorf und Dönhofstädt. Bis 1945 waren sie in die Pfarrkirche in Korschen (polnisch Korsze) im Dekanat Rößel (Reszel) im damaligen Bistum Ermland einbezogen.
Die Neuansiedlung polnischer Bürger nach 1945 ließ die Zahl der katholischen Einwohner in dem dann „Drogosze“ genannten Gemeinwesen stark ansteigen. Es formierte sich in dem anfangs noch „Wilkowo Wielkie“ genannten Ortsteil eine katholische Gemeinde, die das bisher evangelische Gotteshaus für sich reklamierte. Am 1. April 1962 wurde in Drogosze eine Pfarrgemeinde gegründet, deren Zentrum die „Kirche Mutter Gottes vom Tor der Morgenröte“ wurde. Sie ist Teil des Dekanats Reszel (Rößel) im jetzigen Erzbistum Ermland.